# شيرو سايتو
شيرو سايتو (斎藤志郎 سايتو شيرو) هو ممثل ياباني ولد في 31 أغسطس 1956 في ساكاتا، ياماغاتا.

## أدواره في الأنمي

### مسلسلات أنمي تلفزيونية
- بليتش - يورويتشي شيهوين (القطة)
- التنين الأزرق - حرّان
- بلاك لاغون - باو
- كيكايشي - ماميزو
- إينوياشا - هوسنكي (الابن)
- جيغوكو شوجو - فوكوموتو
- تسوريتاما - تاموتسو أوسامي
- غاتشامان كراودز - تاكاو كوابارا
- غانكتسأو - الكابتن إكلير
- فايري تايل - بلونوت ستينغر
- سورد آرت أونلاين - نيشيدا
- كوبرا ذي أنيميشن - باكوس
- معرض الفن المزيف - هو

### أوفا أنمي
- البدلة المتنقلة جاندام UC - جونا جيبني

## أدواره في الدبلجة اليابانية
- سلسلة أفلام هاري بوتر
  - هاري بوتر وحجر الفيلسوف - روبياس هاغريد
  - هاري بوتر وحجرة الأسرار - روبياس هاغريد
  - هاري بوتر وسجين أزكابان - روبياس هاغريد
  - هاري بوتر وكأس النار - روبياس هاغريد
  - هاري بوتر وجماعة العنقاء - روبياس هاغريد
  - هاري بوتر والأمير الهجين - روبياس هاغريد
  - هاري بوتر ومقدسات الموت – الجزء 1 - روبياس هاغريد
  - هاري بوتر ومقدسات الموت – الجزء 2 - روبياس هاغريد
- وقت المغامرة - جايك
- بن 10 - فيلغاكس
- أبطال خارقون - صواقع/ثلجاوي
- البحث عن نيمو - جاك
- جاك: التنين الخارق - فو

## وصلات خارجية
- شيرو سايتو على موقع IMDb (الإنجليزية)
- شيرو سايتو على موقع ميوزك برينز (الإنجليزية)
- شيرو سايتو على موقع قاعدة بيانات الفيلم (الإنجليزية)
- شيرو سايتو على موقع كينوبويسك (الروسية)
- شيرو سايتو على موقع ANN person (الإنجليزية)